# Ytterbium(II)-bromid
Ytterbium(II)-bromid ist eine anorganische chemische Verbindung des Ytterbiums aus der Gruppe der Bromide.

## Gewinnung und Darstellung
Ytterbium(II)-bromid kann durch Reduktion von Ytterbium(III)-bromid mit Wasserstoff bei 500 °C bis 600 °C gewonnen werden.
{\displaystyle \mathrm {2\ YbBr_{3}+H_{2}\longrightarrow 2\ YbBr_{2}+2\ HBr} }
Ebenfalls möglich ist die Reaktion von Ytterbium mit Ammoniumbromid in flüssigem Ammoniak bei −78 °C. Man erhält zunächst das Ammoniakat von Ytterbium(II)-bromid, das dann bei etwa 200 °C im Hochvakuum abgebaut werden kann.
{\displaystyle \mathrm {Yb+2\ NH_{4}Br\longrightarrow YbBr_{2}+2\ NH_{3}+H_{2}} }
Ytterbium(II)-bromid kann auch durch Reduktion von Ytterbium(III)-bromid mit Ytterbium im Vakuum bei 960 °C gewonnen werden.
{\displaystyle \mathrm {Yb+2\ YbBr_{3}\longrightarrow 3\ YbBr_{2}} }

## Eigenschaften
Ytterbium(II)-bromid ist ein hellgelber Feststoff. Die Verbindung ist äußerst hygroskopisch und kann nur unter sorgfältig getrocknetem Schutzgas oder im Hochvakuum aufbewahrt und gehandhabt werden. An Luft oder bei Kontakt mit Wasser geht er unter Feuchtigkeitsaufnahme in Hydrate über, die aber instabil sind und sich mehr oder weniger rasch unter Wasserstoff-Entwicklung in Oxidbromide verwandeln. Die Verbindung besitzt eine orthorhombische Kristallstruktur vom Strontium(II)-iodid (Raumgruppe Pbca (Raumgruppen-Nr. 61)) oder Calciumchlorid-Typ mit der Raumgruppe Pnnm (Nr. 58). Die Gitterparameter letzterer Form sind a = 6,63 Å, b = 6,93 Å und c = 4,37 Å. Sie wird jedoch nur beobachtet, wenn die Probe mit dreiwertigem Yb kontaminiert ist.